# Sphex castaneipes
Sphex castaneipes är en biart som beskrevs av Anders Gustav Dahlbom 1843. Sphex castaneipes ingår i släktet Sphex och familjen grävsteklar. Inga underarter finns listade i Catalogue of Life.